# Herodes de Cálcis
Herodes Pollio era neto de Herodes, o Grande, e irmão do rei Herodes Agripa I, e rei da Judeia. Era neto de Herodes, o Grande e Mariamne - Pollio também é registrado como Herodes II/III/IV/V e ‘Herodes Rei de Cálcis’; ele também tinha o posto titular de pretor (um magistrado romano)

## Biografia
Filho de Aristóbulo IV, um dos filhos de Herodes, o Grande, com a princesa hasmoniana, Mariana, ambos mortos por ordem do rei. Desposou uma prima, também chamada Mariana e, ao enviuvar, contraiu núpcias com Berenice da Cilicia. Em 44 d.C., aos 16 anos, Julia Berenice (nascida em 28 d.C.), irmã do rei Agripa II e neta de Aristóbulo IV, tornou-se a segundo esposa de Herodes Pólio, seu tio, mas ele morreu quando ela tinha 20 anos. Tanto Berenice quanto Agripa apoiaram publicamente os Flavianos durante a revolta judaica.  A primeira esposa de Herodes Pólio era uma mulher chamada Mariamne IV, com quem ele se casou aproximadamente no final da década de 20 dC, e ela era filha de Joseph ben Joseph, sobrinho de Herodes, o Grande, e Olímpia, a Herodiana, filha de Herodes, o Grande. Um filho foi gerado deste casamento, seu nome sendo Aristóbulo III (nascido por volta de 30 dC), que mais tarde se tornou Aristóbulo de Cálcis em 57 d.C. Este filho também está registrado como juntando-se a um procônsul da Síria, um Cesennius Paetus (Lucius Junius Caesennius Paetus) na guerra contra Antíoco, rei de Commagene, em 73 EC.
Em sua vida,  exerceu duas funções de relevo:
- o governo de Cálcis, na Síria (7 a.C. – 48 d.C.);
- o cargo de inspetor do Templo de Jerusalém, cabendo-lhe, inclusive, a responsabilidade de indicar o Sumo Sacerdote (Ananias, citado em Atos, foi indicado por ele).

Quando morreu, em 48, seus domínios foram incorporados ao reino de Herodes Agripa II.

## Genealogia
- Pais:  Aristóbulo IV e Berenice (Filha de Salomé)
- Irmãos: Herodias, Herodes Agrippa I (rei da Palestina 41-44 EC), Aristóbulo V, e Mariana
- Filhos com Mariana IV (Filha de José e Olímpias): Aristóbulo de Cálcis (Vespasius Pollio II) e Vespasia Polla (Opgalli/Julia Pollio/Julia princesa de Cálcis)
- Filhos com Berenice (Filha de Herodes Agrippa I) da Cilícia: Bereniciano e Hircano

1. ↑  Freund, Richard A. (2023). Digging through History Again. [S.l.]: Rowman & Littlefield Publishers
2. ↑  Ailes, Adrian (23 de setembro de 2004). Wagner, Sir Anthony Richard (1908–1995), herald. Col: Oxford Dictionary of National Biography. [S.l.]: Oxford University Press
3. ↑  Ballesta Alcega, Francisco (janeiro de 2021). «El uso del adjetivo ἀλιτήριος en el Bellum Judaicum de Flavio Josefo». Euphrosyne: 325–334. ISSN 0870-0133. doi:10.1484/j.euphr.5.128809. Consultado em 26 de novembro de 2024
4. ↑  Ballesta Alcega, Francisco (janeiro de 2021). «El uso del adjetivo ἀλιτήριος en el Bellum Judaicum de Flavio Josefo». Euphrosyne: 325–334. ISSN 0870-0133. doi:10.1484/j.euphr.5.128809. Consultado em 26 de novembro de 2024